# Befolkningens beskyttelse
Befolkningens beskyttelse er en dansk dokumentarfilm fra 1953 instrueret af Christen Jul efter eget manuskript.

## Handling
Med Kongens Have som symbolsk ramme skildres det danske civilforsvar. Filmen fortæller om det offentliges indsats på dette område og opfordrer til personlig deltagelse i civilforsvaret ud fra dagligdagens naturlige hjælpsomhed i det små.

## Medvirkende
- Gunnar Strømvad
- Tudlik Johansen
- Ebba With